# Escut antic d'Aransís

Escut antic d'Aransís

Antic escut municipal d'Aransís, al Pallars Jussà. Perdé vigència el 1972, en quedar integrat l'antic municipi d'Aransís en el de nova creació de Gavet de la Conca. Fou substituït de primer per l'escut antic de Sant Serni, i el 1999 per l'escut de Gavet de la Conca, de nova creació, adaptat a la normativa catalana sobre emblemes oficials.

## Descripció heràldica
Tallat, primer, d'or, unes balances de sable; segon, d'or, quatre pals de gules.